# Naoya Saeki
Naoya Saeki (Tokio, 18 december 1977) is een Japans voetballer.

## Carrière
Naoya Saeki speelde tussen 2000 en 2009 voor Júbilo Iwata, Vissel Kobe, Omiya Ardija, Avispa Fukuoka en JEF United Ichihara Chiba. Hij tekende in 2010 bij Tokyo Verdy.